# 코믹 피에스타
코믹 피에스타(Comic Fiesta), 약칭 CF는 말레이시아에서 가장 오래된 애니메이션, 만화, 게임 (ACG)에 중점을 둔 컨벤션이다. 그 초점은 예술과 창의성의 모든 측면(및 끊임없이 인기 있는 ACG 문화)을 기념하는 것이다. 코믹 피에스타는 일반적으로 12월에 쿠알라룸푸르 컨벤션 센터를 포함한 다양한 장소에서 개최된다. "팬에 의한 팬을 위한 행사"라는 모토로 개최되는 이 행사는 현재 말레이시아에서 만화 컨벤션 경험을 말레이시아 관객에게 제공하기 위해 조직된 최초이자 최대 규모의 ACG 컨벤션이다.

## 역사
코믹 피에스타는 2002년 쿠알라룸푸르의 셀랑고르 중국 회관에서 작은 전시회로 시작되었다. 코믹 피에스타 2003은 쿠알라룸푸르에 있는 임피아나 호텔(현재 안카사 호텔 앤 스파로 알려짐)로 장소가 변경되면서 더 나은 성과를 보였다. 더 넓은 공간으로 인해 서서 관람할 수 있는 수용 인원이 300명으로 늘어났는데, 이는 이전의 두 배에 달하는 수치였다. 코믹 피에스타 2004는 말레이시아 국립 시각 예술 갤러리에서 개최되었다. 다음 2년 동안 코믹 피에스타는 명망 높은 스리 세다야 학교에 자리 잡았다. 전략적인 위치(선웨이 피라미드와 가까운 거리, 대중교통 이용 용이성) 때문에 많은 사람들은 이 행사가 마침내 제자리를 찾았다고 생각했다. 그러지는 않았지만, 2006년 코스프레 체스가 탄생한 곳이 되었고(현재는 많은 지역 ACG 행사에서 흔히 볼 수 있는 특징이 됨), 이후 코믹 피에스타는 부킷빈탕에 위치한 버자야 타임스 스퀘어로 이전되었다.
코믹 피에스타의 7번째 행사는 선웨이 컨벤션 센터에서 개최되었다. 3,000제곱미터가 넘는 탁 트인 기능 공간은 행사의 기록적인 참석자 수에 큰 역할을 했다. 2008년에는 라이브 아트 시연회와 포트폴리오 리뷰 파빌리온이 처음 선보여, 경쟁이 치열한 말레이시아 만화 산업에 진출하려는 야심 찬 예술가들에게 큰 성공을 거두었다.
라이브 아트 시연회와 포트폴리오 리뷰 파빌리온을 유지하고 확장하기로 한 결정은 CF 2009(역시 선웨이 컨벤션 센터에서 개최)의 방문객 수를 7,000명 이상으로 늘리는 데 확실히 기여했다. 이매지너리 프렌즈 스튜디오, 페코믹, 빅 비크 프로덕션, 더 원 아카데미, 림콕윙 창조 기술 대학교, 클라즈룸 및 MDeC의 대표자들이 산업 세미나에 참여했다. 버자야 타임스 스퀘어의 맨해튼 볼룸에서 개최된 코믹 피에스타 2010은 이러한 추세를 이어가 11,000명 이상을 끌어모았다.
2011년, 코믹 피에스타는 쿠알라룸푸르 컨벤션 센터로 이전되었다. 코믹 피에스타 2011은 이틀 동안 15,293명의 방문객을 유치했고, 쿠알라룸푸르 컨벤션 센터에서 개최된 코믹 피에스타 2012는 이틀(2012년 12월 22일 및 23일) 동안 30,000명 이상의 방문객을 끌어모았으며, Redjuice, 쿠라타 요시미, 블레스4와 같은 유명한 일본 예술가들이 참석했다.
2015년, 코믹 피에스타는 마인즈 웰니스 시티에 위치한 말레이시아 국제 전시 컨벤션 센터로 이전되었다. 코믹 피에스타 2015는 이틀 동안 45,000명의 방문객을 유치했다. 공연 게스트로는 FLOW, EXIT TUNES, Inc.의 마지코, 게스트 코스플레이어 레이카, 진 (behindinfinity)이 있었고, 특별 게스트로는 대니 추, 타바타 하지메, 스퀘어 에닉스의 완 하즈메가 있었다.
2016년, 코믹 피에스타는 푸트라 월드 트레이드 센터로 이전되었다. 교통편은 훨씬 더 편리해졌지만, 이 장소 역시 많은 참석자 수를 수용하기에는 부적절하다고 여겨졌다. 코믹 피에스타 2017부터는 증가하는 방문객 수를 수용하기 위해 다시 KLCC로 장소가 변경되었다.
2018년 12월 22일부터 23일까지 쿠알라룸푸르 컨벤션 센터에서 개최된 코믹 피에스타 2018에는 약 6만 명의 방문객이 방문했다. 코믹 피에스타 2019는 12월 21일부터 22일까지 다시 KLCC에서 개최되었다.
코믹 피에스타 관련 행사로는 코믹 아트 페스티벌 쿠알라룸푸르 7 (CAFKL7), 코믹 피에스타 미니 조호르 2020, 코믹 피에스타 미니 페낭 2020, 토이즈 애니메이션 게임 코믹 콘 2020 (TAGCC 2020)이 있으며, 말레이시아의 코로나19 범유행을 이유로 2021년으로 연기된다고 발표되었다.

## 쇼케이스

### 크리에이티브 아트 마켓
코믹 피에스타는 코믹마켓과 유사하게 말레이시아에서 가장 큰 아마추어 창작 예술 시장을 개최하며, 시각 예술 및 삽화 분야의 재능을 선보이는 100개 이상의 부스로 구성된다. 코믹 피에스타에는 또한 놀랍도록 다양한 자비 출판 만화, 아트북, 포스터 및 기타 판매 가능한 상품이 포함되어 있다.

### 코스프레
코믹 피에스타는 개인 및 단체 코스프레 대회를 개최하며, 이 행사의 두 번째 주요 초점으로 간주된다. 참가자들은 코스프레 기술을 선보일 기회를 활용하여, 자비 출판 만화 및 아트북 구매 외에도 많은 사람들을 행사로 끌어모은다.

### 코믹 피에스타 미니

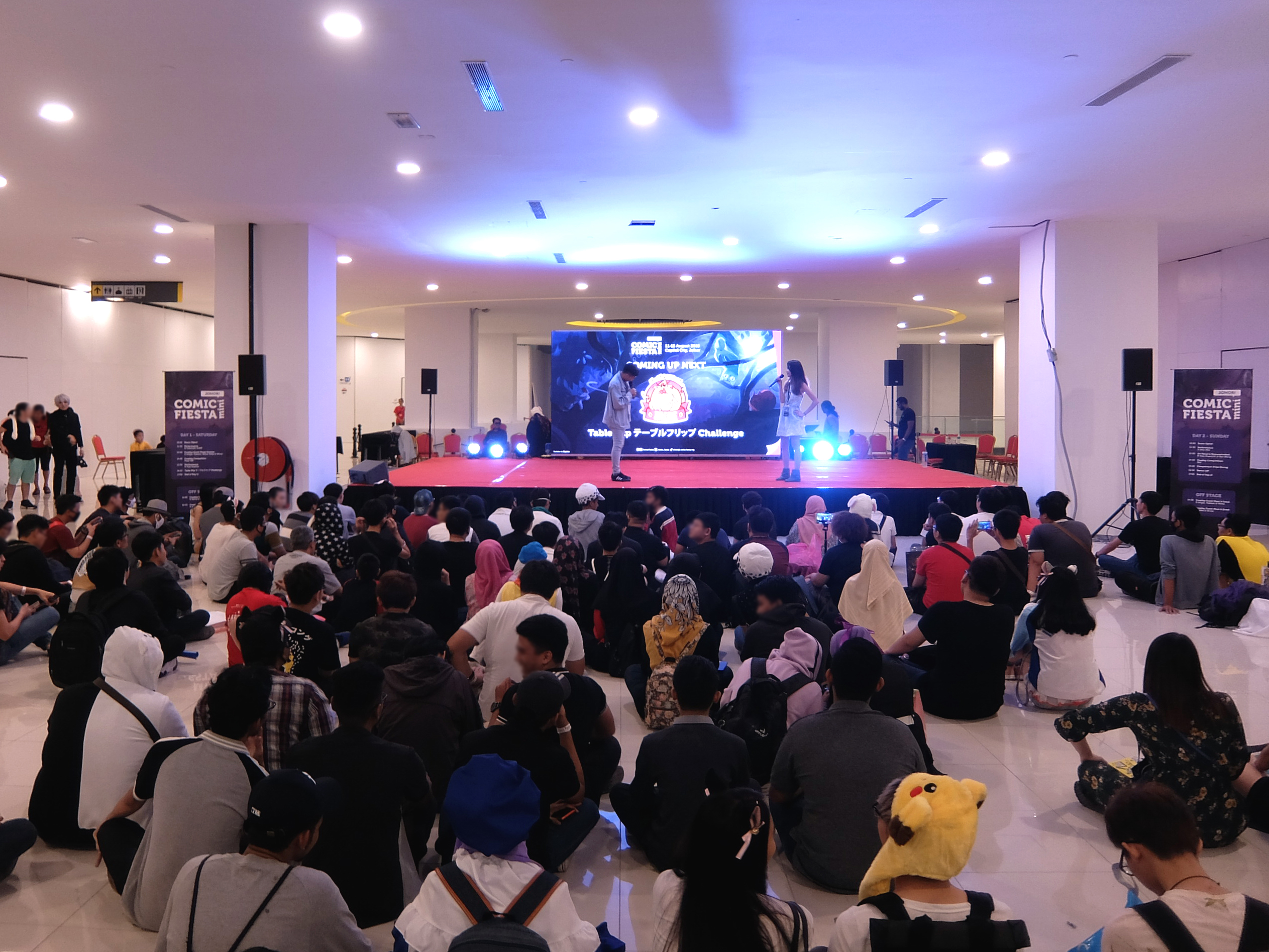
코믹 피에스타 미니 조호르 2018

코믹 피에스타는 또한 말레이시아 반도의 북부와 남부 ACG 애호가들을 위한 두 개의 소규모 CF 유사 행사를 조직하는데, 각각 코믹 피에스타 미니 페낭(CF Mini Penang으로 표기)과 코믹 피에스타 미니 조호르(2018년부터 CF Mini JB로 표기)이다.

## 코믹 피에스타 행사 목록
| #  | 연도 | 날짜                       | 장소                                                                     | 참석자 수                  |
| -- | ---- | -------------------------- | ------------------------------------------------------------------------ | -------------------------- |
| 1  | 2002 | 12월 14일~15일             | 셀랑고르 중국 회관, 쿠알라룸푸르 (현 쿠알라룸푸르 및 셀랑고르 중국 회관) | 500                        |
| 2  | 2003 | 12월 6일                   | 임피아나 호텔, 쿠알라룸푸르 (현 안카사 호텔)                             | 1,000                      |
| 3  | 2004 | 12월 11일~12일             | 말레이시아 국립 시각 예술 갤러리 (발라이 세니 비주얼 느가라)             | 3,000                      |
| 4  | 2005 | 12월 17일~18일             | 스리 센다야 학교, 수방 자야 (현 스리 UCSI 수방 자야 학교)                | 3,000                      |
| 5  | 2006 | 12월 16일~17일             | 스리 센다야 학교, 수방 자야 (현 스리 UCSI 수방 자야 학교)                | 3,000                      |
| 6  | 2007 | 12월 15일~16일             | 버자야 타임스 스퀘어, 쿠알라룸푸르                                       | 5,000                      |
| 7  | 2008 | 12월 20일~21일             | 선웨이 컨벤션 센터                                                       | 7,000                      |
| 8  | 2009 | 12월 19일~20일             | 선웨이 컨벤션 센터                                                       | 8,000                      |
| 9  | 2010 | 12월 18일~19일             | 버자야 타임스 스퀘어, 쿠알라룸푸르                                       | 10,000                     |
| 10 | 2011 | 12월 17일~18일             | 쿠알라룸푸르 컨벤션 센터, KLCC                                           | 15,000                     |
| 11 | 2012 | 12월 22일~23일             | 쿠알라룸푸르 컨벤션 센터, KLCC                                           | 25,000                     |
| 12 | 2013 | 12월 21일~22일             | 쿠알라룸푸르 컨벤션 센터, KLCC                                           | 40,000                     |
| 13 | 2014 | 12월 27일~28일             | 쿠알라룸푸르 컨벤션 센터, KLCC                                           | 49,000                     |
| 14 | 2015 | 12월 19일~20일             | 마인즈 국제 전시 컨벤션 센터, 세리 켐방안 (MIECC)                        | 45,000                     |
| 15 | 2016 | 12월 17일~18일             | 푸트라 월드 트레이드 센터, 쿠알라룸푸르 (PWTC)                           | 45,000                     |
| 16 | 2017 | 12월 16일~17일             | 쿠알라룸푸르 컨벤션 센터, KLCC                                           | 55,000                     |
| 17 | 2018 | 12월 22일~23일             | 쿠알라룸푸르 컨벤션 센터, KLCC                                           | 60,000                     |
| 18 | 2019 | 12월 21일~22일             | 쿠알라룸푸르 컨벤션 센터, KLCC                                           | 65,000                     |
| #  | 2020 | 코로나19 범유행으로 취소됨 | 코로나19 범유행으로 취소됨                                               | 코로나19 범유행으로 취소됨 |
| #  | 2021 | 코로나19 범유행으로 취소됨 | 코로나19 범유행으로 취소됨                                               | 코로나19 범유행으로 취소됨 |
| 19 | 2022 | 12월 17일~18일             | 쿠알라룸푸르 컨벤션 센터, KLCC                                           | 69,000                     |
| 20 | 2023 | 12월 23일~24일             | 쿠알라룸푸르 컨벤션 센터, KLCC                                           | 70,000                     |
| 21 | 2024 | 12월 21일~22일             | 쿠알라룸푸르 컨벤션 센터, KLCC                                           | 73,000                     |
| 22 | 2025 | 12월 20일~21일             | 쿠알라룸푸르 컨벤션 센터, KLCC                                           |                            |